# Bläsebäcken
Bläsebäcken is een van de (relatief) kleine riviertjes/beekjes die het Zweedse eiland Gotland rijk is. Het riviertje wordt vooralsnog alleen genoemd in een milieurapport over het noorden van Gotland. De waterweg dankt haar naam aan Bläse, plaatselijk bekend vanwege een kalkovenmuseum, alwaar ze de Oostzee instroomt.